# 남아프리카 공화국 축구 협회
남아프리카 공화국 축구 협회(South African Football Association, SAFA)는 남아프리카 공화국의 축구 종목을 관리하는 국가 행정 기관으로 아프리카 축구 연맹(CAF)의 회원이다. 1991년 설립된 SAFA. 남아프리카 공화국 축구 협회는 남아프리카 공화국에서 남아프리카 공화국 축구 협회로 명명된 두 번째 협회이며, FIFA에 가입한 남아프리카 공화국의 두 번째 축구 협회이기도 하다. 현재의 남아프리카 공화국 축구 협회는 이전의 남아프리카 공화국 축구 협회와는 달리 혼혈 국가대표팀을 허용한다.
SAFA는 1992년에 FIFA에 가입하였고, 그 이후로 그 팀의 성인 팀은 아프리카 네이션스컵과 FIFA 월드컵에 남아프리카 공화국을 대표해왔다. FIFA 산하 축구 조직으로서 SAFA가 활동하는 동안, 남아프리카 공화국은 여러 번의 COSAFA컵, 1996년 아프리카 네이션스컵 그리고 2010년 FIFA 월드컵을 개최하였다.
남아프리카 공화국 축구 협회는 남아프리카 공화국 축구 국가대표팀 (남아공과 여공 모두)과 남아프리카 공화국 축구 리그 시스템의 3부 리그 및 그 이하를 관리한다. 프리미어 사커 리그는 상위 2개의 디비전과 여러 컵 대회를 관리한다.

## 역사

### 남아프리카 공화국 축구 협회 (1892년)

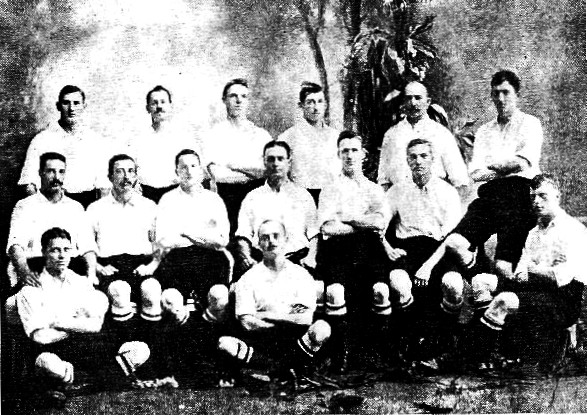
1906년 남아프리카 공화국 선수단

남아프리카 공화국에 최초의 축구 협회가 설립된 것은 많은 영국군들이 남아프리카 공화국에 도착한 것에 영향을 받았다. 최초의 남아프리카 공화국 축구 협회는 1892년에 설립된 백인 유일의 단체였다. 이 해는 웨스턴 지방이 그리퀄랜드 웨스트를 이긴 커리컵 경기로 시작되었다. 경기들은 SAFA가 설립되기 전에 열렸고, 나탈 축구 협회는 1882년에 다섯 개의 축구 클럽에 의해 설립되었다. 이 스포츠는 처음에는 영어권 사회의 지원을 받았고 제1차 세계 대전 후에는 유럽 국가들로부터 온 이민자들에 의해 후원을 받았다. 2만 명이 넘는 군중이 제2차 세계 대전 후 요하네스버그에서 열린 지역 경기에 참석했다. 축구와 럭비 사이에는 좋은 관계가 있었는데, 럭비 경기장은 축구 클럽들이 사용했다. 많은 프리미어 사커 리그(PSL) 클럽들은 여전히 럭비 경기장을 사용하고 있다. 남아프리카 공화국의 첫 해외 방문객들은 1897년에 영국 클럽 코린치안스였으며, 방문객들은 23경기에서 단 한 번도 지지 않았다. 1906년에 첫 국제 경기가 부에노스아이레스에서 아르헨티나를 상대로 열렸고, 남아프리카 공화국은 1-0으로 이겼다. 1907년에는 최초의 흑인 협회가 결성되었고, 더반 & 디스트릭트 아프리카 축구 협회가 설립되었다. 남아프리카 공화국 축구 협회는 대륙의 첫 번째 국가적 관리 기관이었고 1910년에 FIFA에 가입했다. 1892년의 SAFA는 아프리카 대륙에서 FIFA에 가입한 첫 번째 협회였다. SAFA는 1924년에 FIFA에서 탈퇴했고 이후 1952년에 정식 회원 자격을 되찾았다.
1932년 남아프리카 공화국 축구 협회(SAFA)가 설립되었고, 1년 뒤 남아프리카 공화국 반투 축구 협회(SABFA)와 남아프리카 공화국 유색인종 축구 협회(SACFA)가 설립되었다. 1951년 9월, 남아프리카 공화국 축구 협회(SASF)가 통합되어 반아파르트헤이트 남아프리카 공화국 축구 연맹(SASF)이 설립되었다. 남아프리카 공화국 축구 협회는 남아프리카 공화국 축구 연맹(SASF)을 상대로 남아프리카 공화국을 대표할 권리를 위해 분투하였다. SASF는 축구 선수의 4분의 3이 SASF에 등록된 것을 고려할 때 그것이 남아프리카 공화국을 대표하는 합법적인 대표라고 주장하였다.

### 남아프리카 공화국 축구 협회 (1991년)
1991년 3월 23일 남아프리카 공화국의 모든 인종적 분열을 제거하기 위한 오랜 통합 과정의 정점으로 남아프리카 공화국의 새로운 축구 협회가 설립되었다.
SAFA 대표단은 한 달 뒤 세네갈 다카르에서 열린 아프리카 축구 연맹(CAF) 회의에서 기립박수를 받았는데, 이 회의에서 남아공은 옵서버 자격을 얻었다. 남아공의 FIFA 세계관리기구 가입은 1992년 6월 취리히에서 열린 회의에서 확정됐다.
아프리카 축구 연맹의 회원국 자격은 자동적으로 유지되었고 남아프리카 공화국은 세계 무대에 복귀하였고 2010년 FIFA 월드컵의 남아프리카 공화국 개최권을 획득하였다.
한 달 만에 월드컵 8강 진출국인 카메룬이 단일화 과정을 축하하기 위해 3경기를 치르면서 남아공은 첫 국제 경기를 개최했다. 1992년 9월, 남아프리카 공화국은 레나시아에서 16세 이하 보츠와나를 상대로 첫 주니어 국가대표팀 경기를 치렀고, 현재까지 17세 이하부터 국가대표팀, 그리고 여자 대표팀까지 FIFA와 CAF의 각 대회에 참가하고 있다.